# Daptocephalus
Daptocephalus és un gènere extint de sinàpsids de la superfamília dels dicinodontoïdeus que visqueren al sud d'Àfrica durant el Permià mitjà i superior. Se n'han trobat restes fòssils a Sud-àfrica i Tanzània. Es caracteritza per la combinació d'un musell alt i amb un pendent molt pronunciat, ullals que apunten cap al ventre, l'estretor de la porció palatina de la premaxil·la, la cresta interorbitària mediana, la barra intertemporal llarga i extremament estreta, l'orientació vertical dels postorbitals a la barra intertemporal, la branca zigomàtica de l'escatós alta i arrodonida a l'extrem posterior i una placa pterigoidal mediana ampla sense cresta esofàgica ben desenvolupada. A diferència de Dinanomodon, no té la punta premaxil·lar del bec amb forma de ganxo. Presenta apòfisis anteriors febles dels frontals, però manca d'apòfisis llargues i primes adjacents o pròximes a la premaxil·la, a diferència de Dinanomodon i el vivaxosaure. Fou considerat monotípic fins al 2019, quan l'espècie Dicynodon huenei fou reassignada a aquest gènere.